# Buick LeSabre
Buick LeSabre es un automóvil del segmento E fabricado por Buick bajo la firma estadounidense General Motors. En 1953 reemplazó al Buick Special y fue sustituido en el 2005 por el Buick Lucerne. Durante mucho tiempo fue el buque insignia de la firma estadounidense destacando por sus bajos precios. El nombre LeSabre no tiene nada que ver con el concept car LeSabre de 1951.
Para el último modelo (2000-2005), el LeSabre recibió en otoño de 1999 de nuevo una reforma importante incluyendo novedades como contorno de la campana, la rejilla ovalada ya no abre junto con el capó y la parte trasera se hizo mayor. Esta vez usó la plataforma G de General Motors tras haber tenido todos los modelos de Buick la plataforma H.
| Generación    | Gasolina                    | Diesel             |
| ------------- | --------------------------- | ------------------ |
| 1ª Generación | 6.0 litros (184 kW)         |                    |
| 2ª Generación | 6,6 litros (191–206 kW)     |                    |
| 3ª Generación | 4.9–5.7 litros (154–169 kW) |                    |
| 4ª Generación | 3.8–7.5 litros (77–272 kW)  |                    |
| 5ª Generación | 3.8–6.6 litros (77–136 kW)  | 5.7 litros (77 kW) |
| 6ª Generación | 3.0–5.05 litros (92–121 kW) |                    |
| 7ª Generación | 3.8 litros (125–151 kW)     |                    |
| 8ª Generación | 3.8 litros (151 kW)         |                    |

## Galería

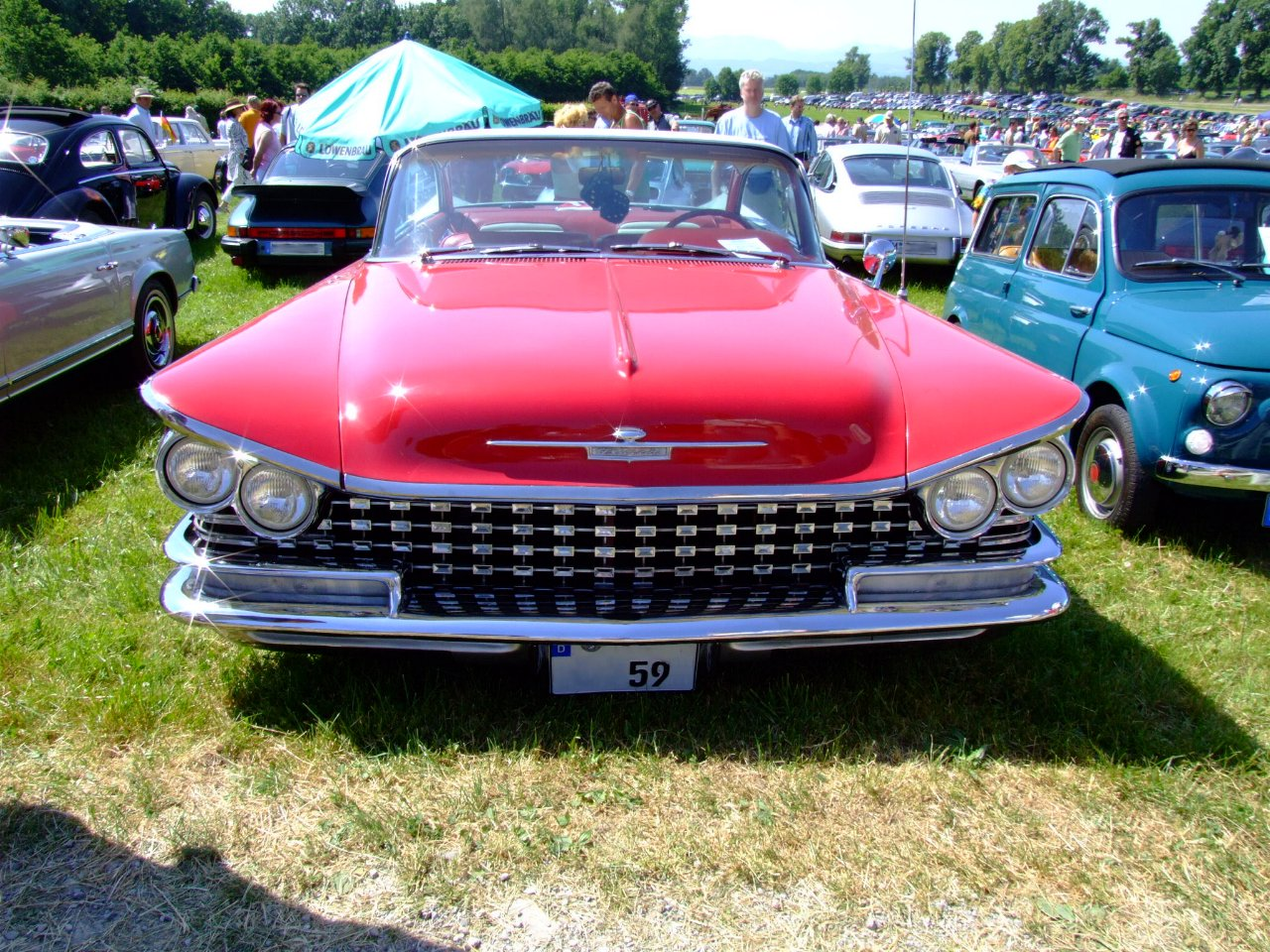
Buick LeSabre 1ª generación 1959-1960
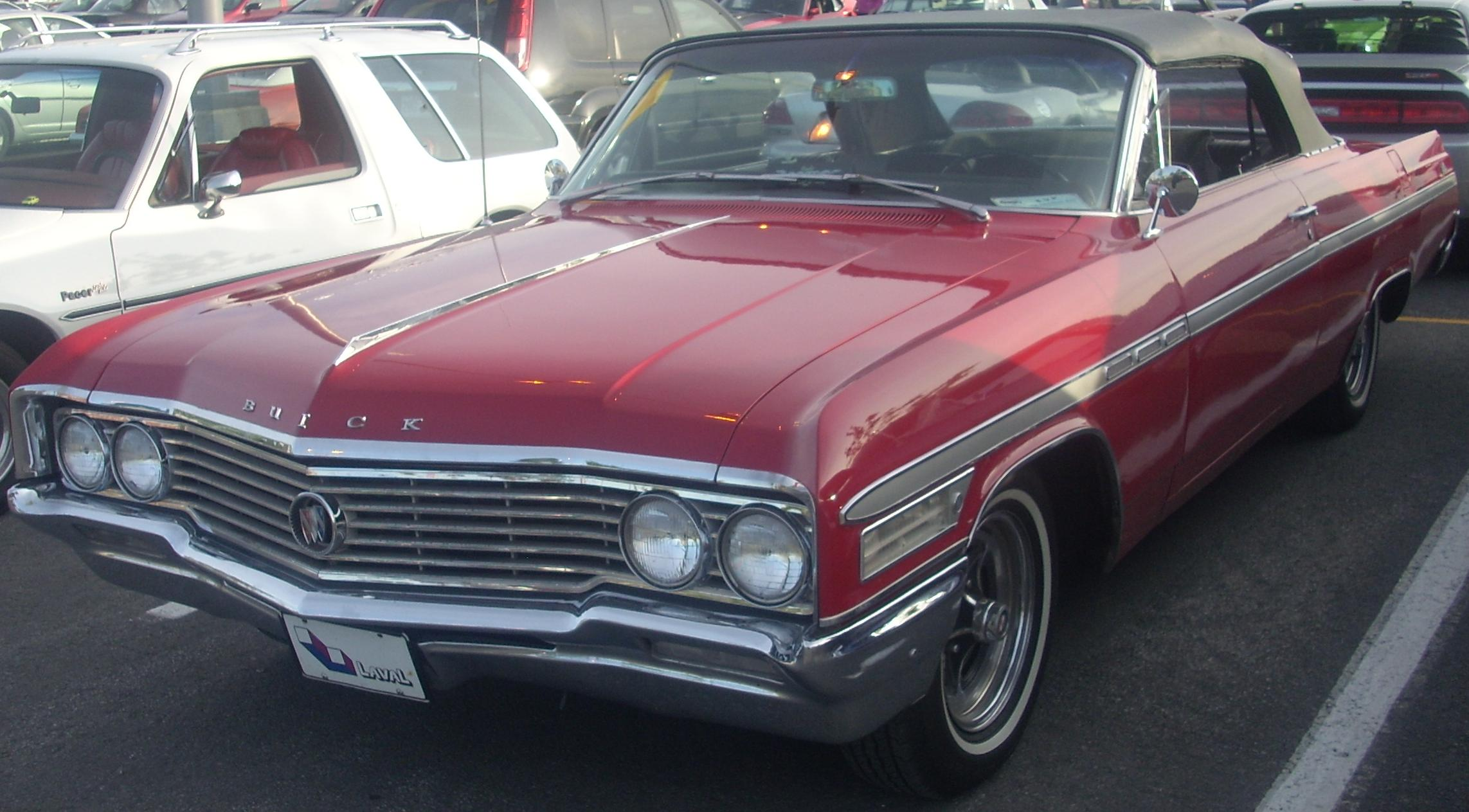
Buick LeSabre 2ª generación 1961-1964
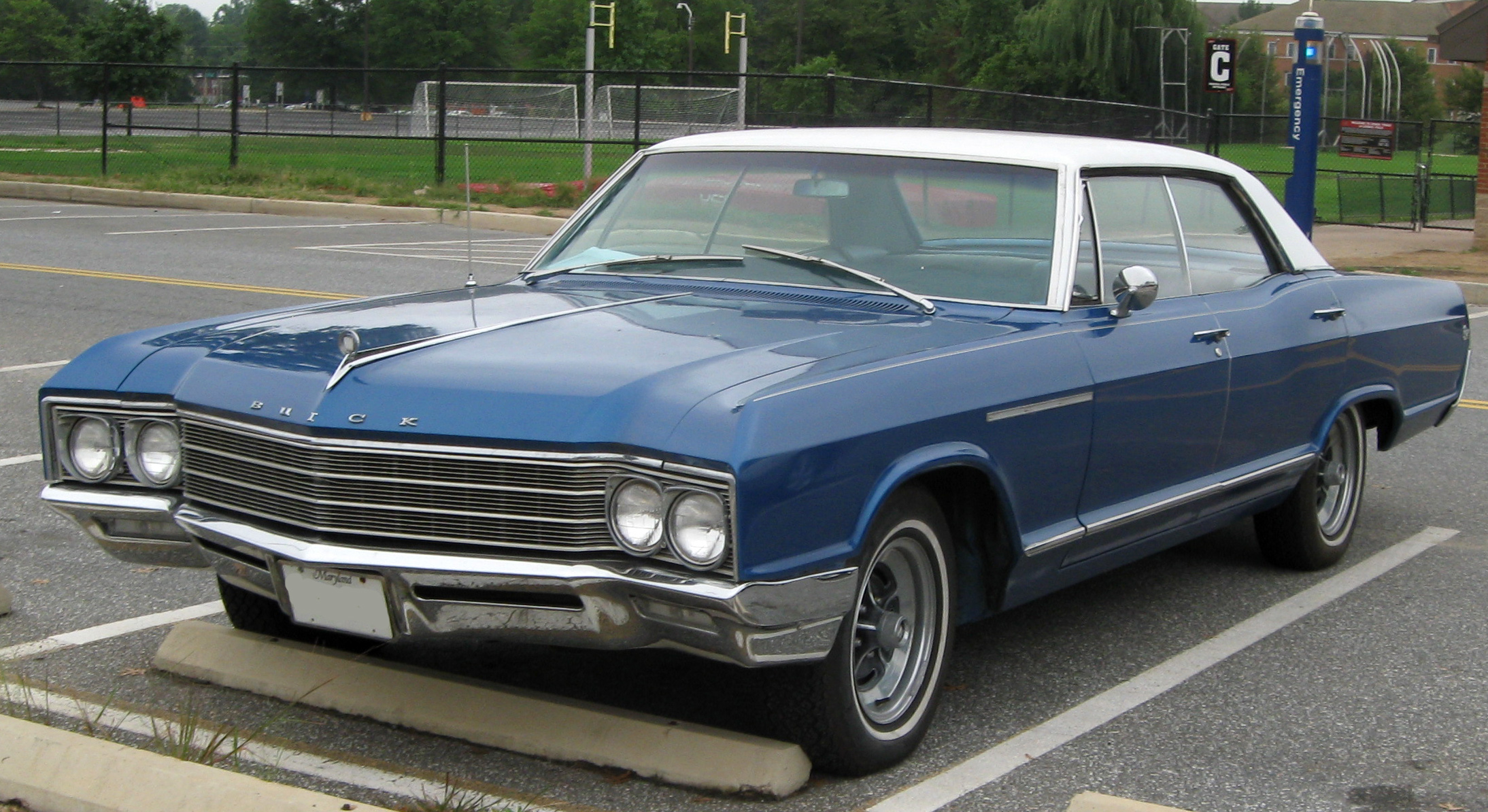
Buick LeSabre 3ª generación 1965-1970
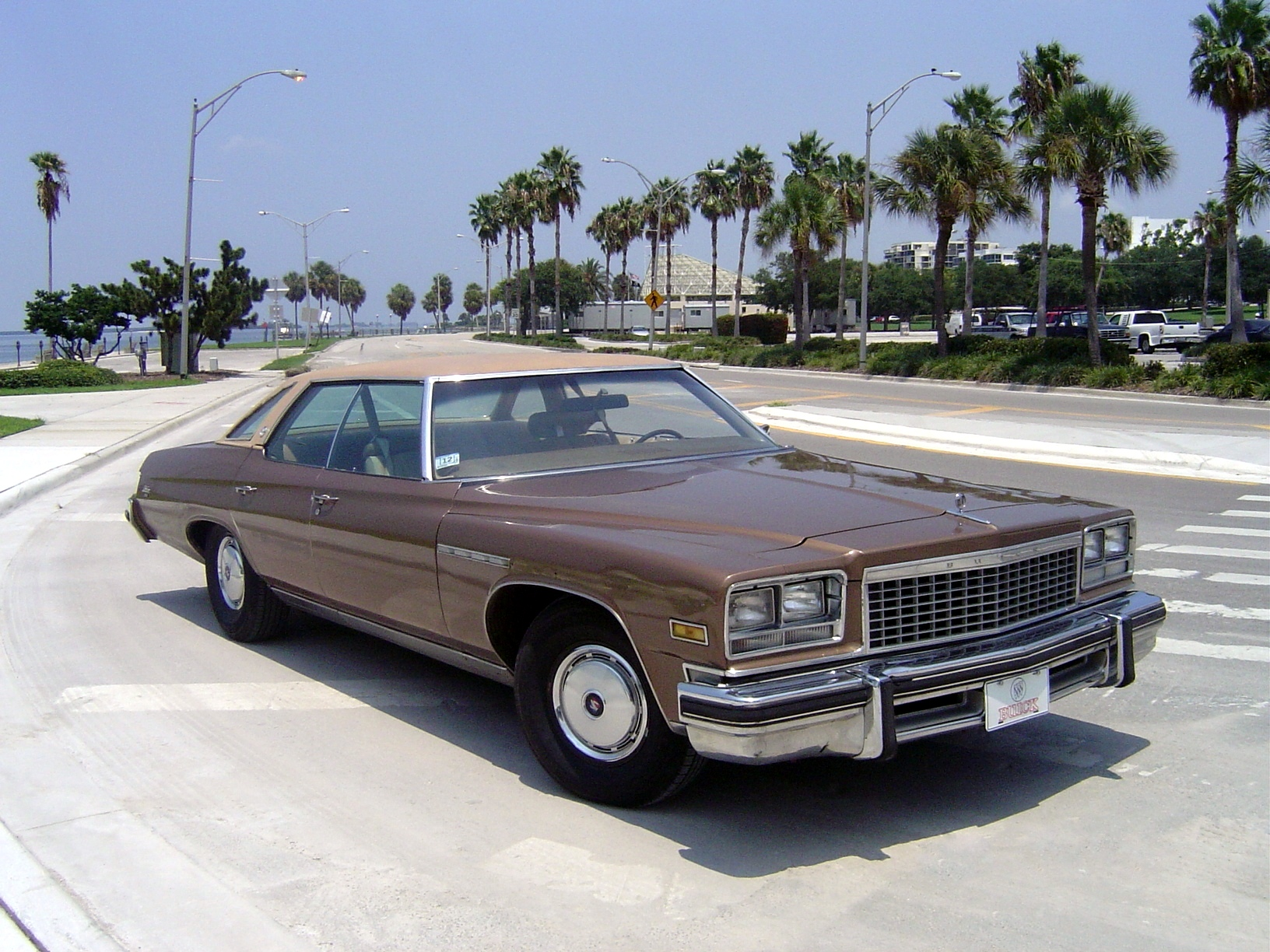
Buick LeSabre 4ª generación 1971-1976
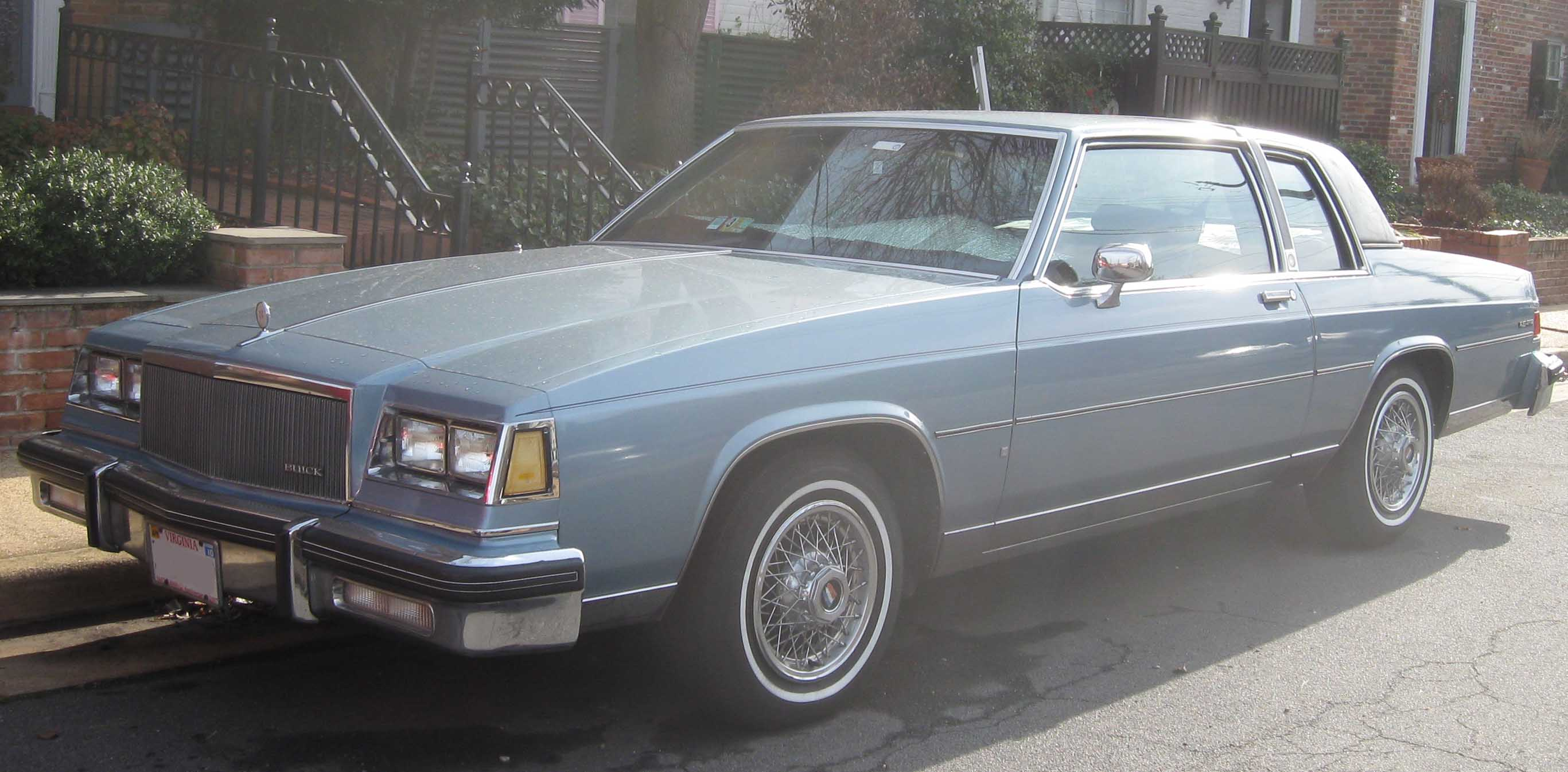
Buick LeSabre 5ª generación 1977-1985
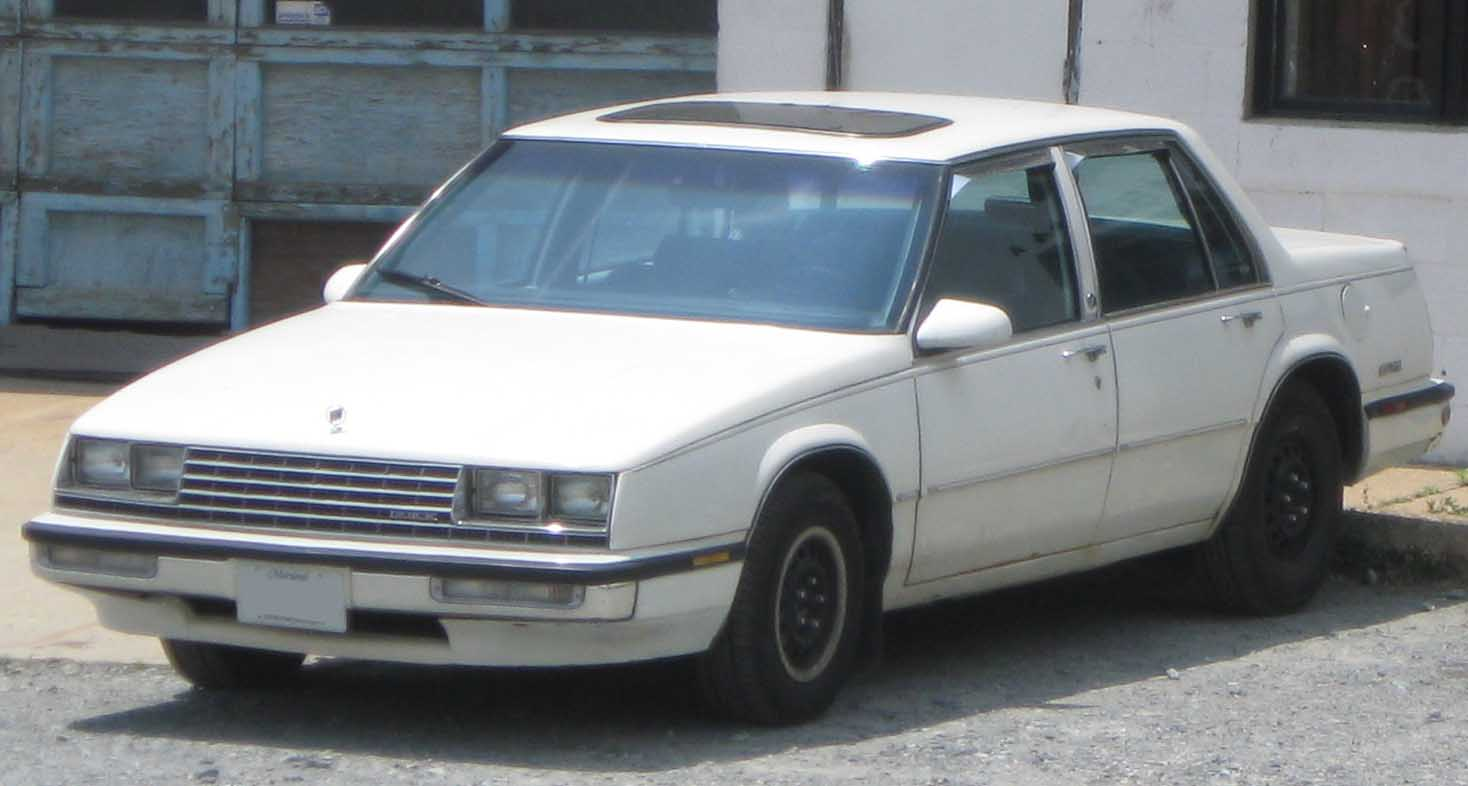
Buick LeSabre 6ª generación 1986-1991
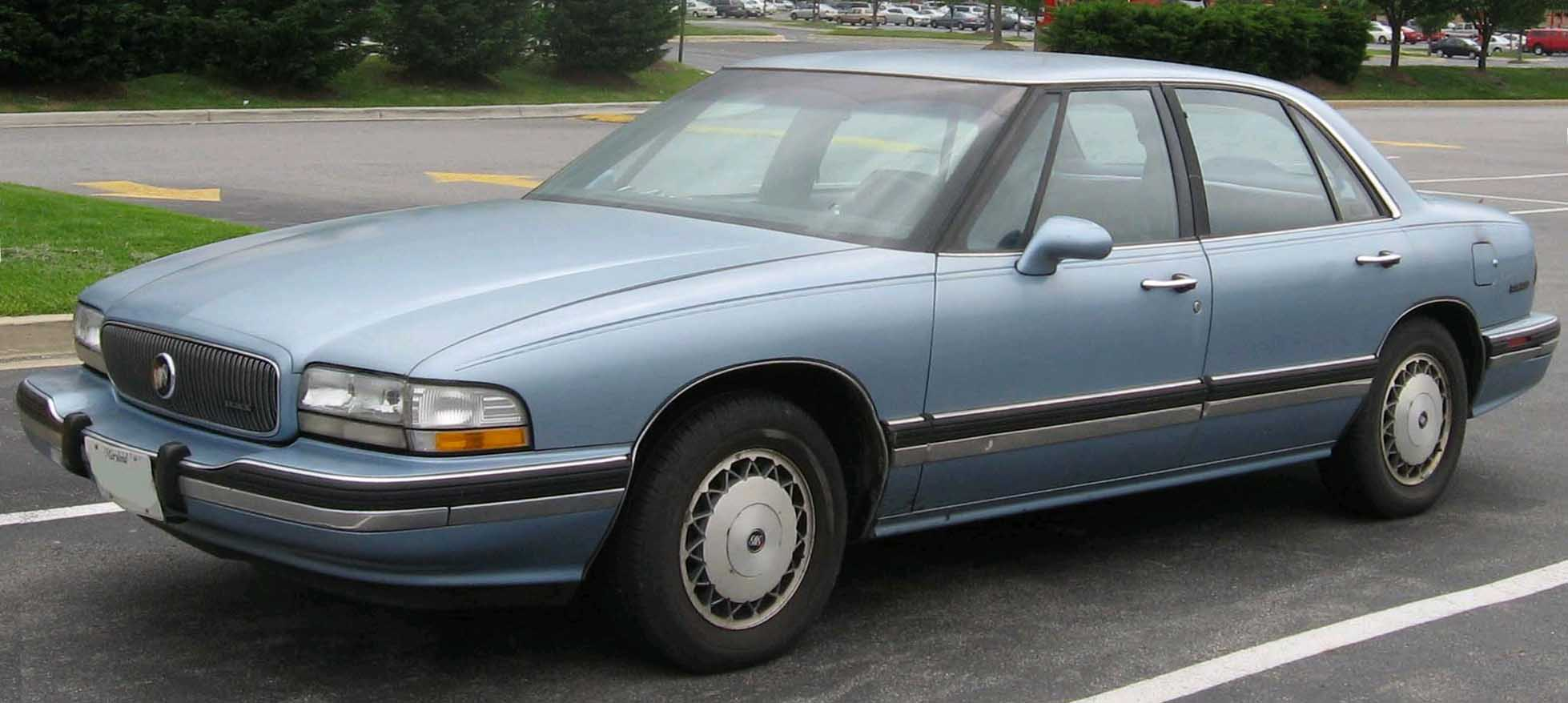
Buick LeSabre 7ª generación 1992-1999
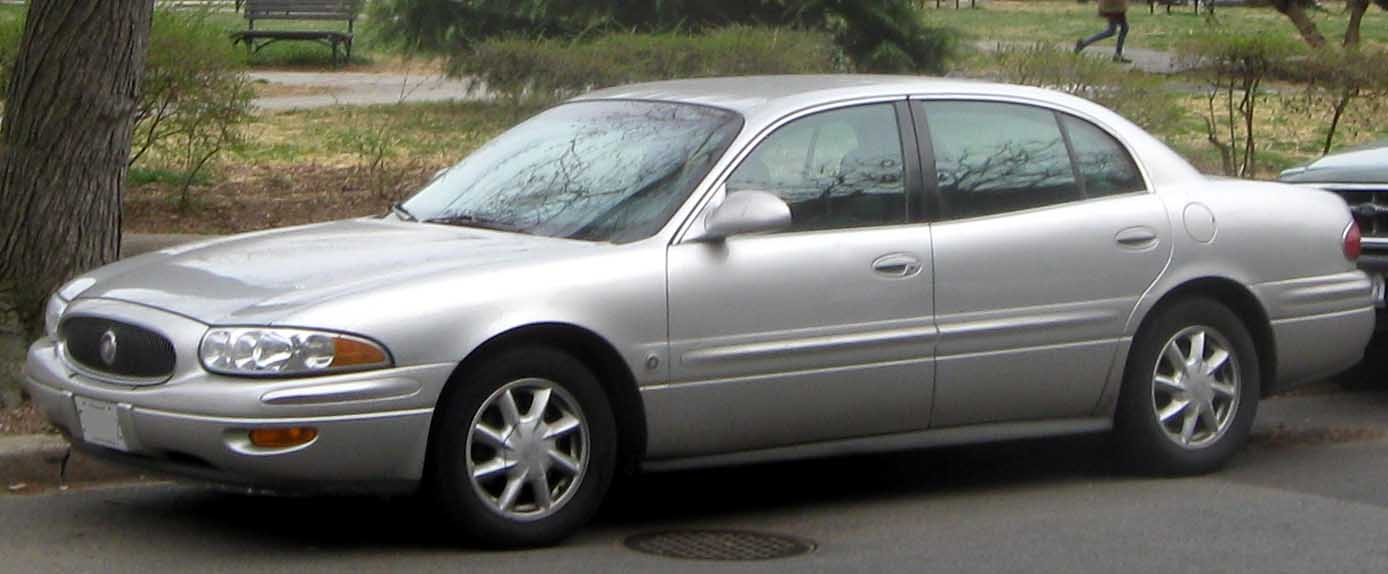
Buick LeSabre 8ª generación 2000-2005